# Matthäus Seutter
Matthäus Seutter (Augusta, 20 settembre 1678 – marzo 1757) è stato un cartografo tedesco.

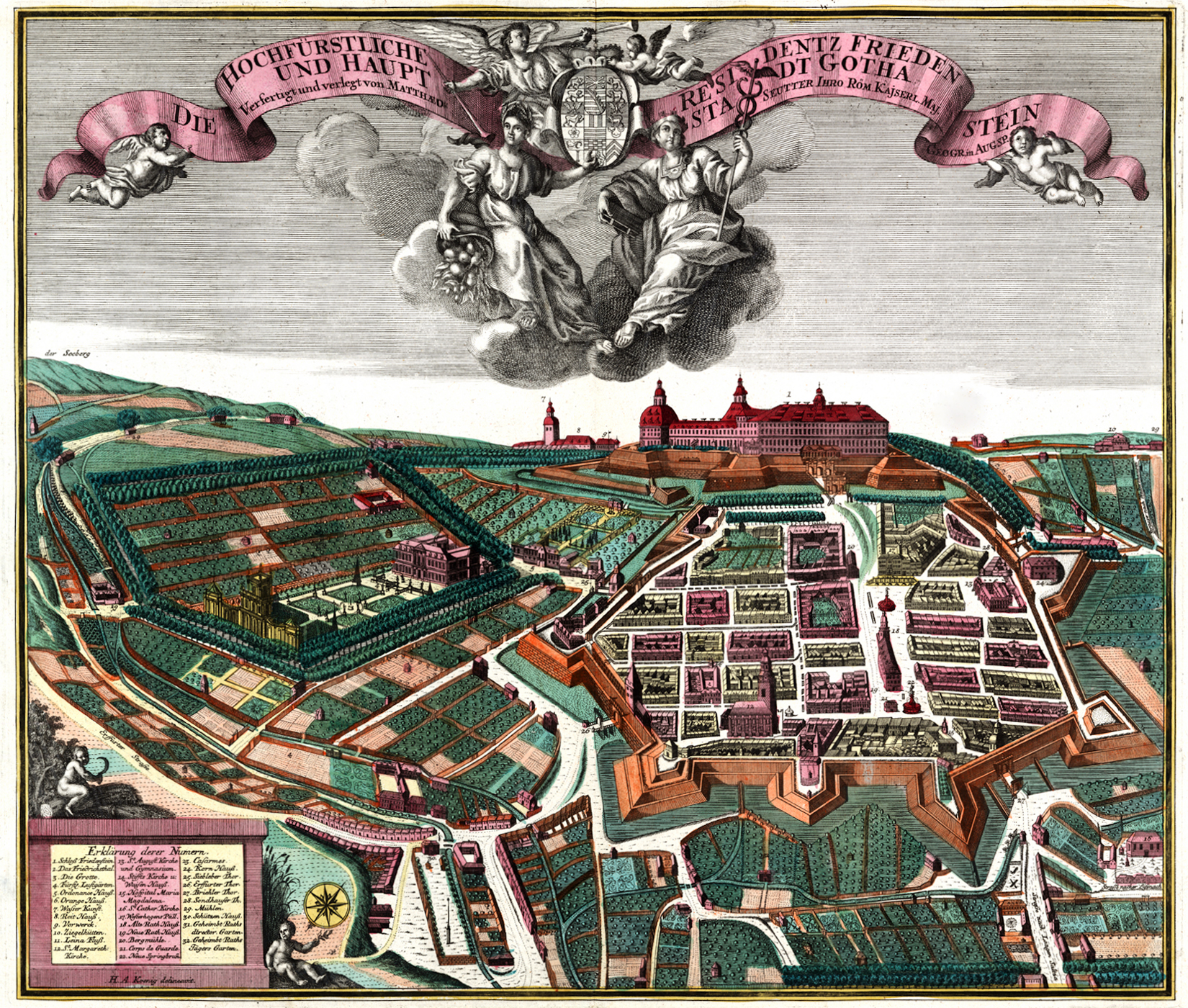
Die Hochfürstliche Residentz Frieden und Haupt Stadt Gotha. H. A. König delineavit. Augsburg: Seutter o. J. (kolorierter Kupferstich)

Seutter iniziò la sua carriera come apprendista birraio. Apparentemente demotivato dal business della birra, Seutter abbandonò il suo apprendistato e si trasferì a Norimberga dove fu apprendista incisore sotto la tutela del più autorevole JB Homann. Nei primi anni del 1700 Seutter lasciò Homann per costituire la sua propria casa editrice cartografica indipendente ad Augusta. Anche se faticò nei primi anni della sua indipendenza, le abilità di Seutter e l'impegno per la produzione di mappe diversificate alla fine gli valse un seguito notevole. Dal 1732 Seutter fu uno dei più prolifici editori del suo tempo e fu onorato dall'imperatore Carlo VI con il titolo di "Geografo imperiale". Seutter continuò a pubblicare fino alla sua morte, al culmine della sua carriera, nel 1757.
L'attività fu rilevata dal figlio di Seutter, Carl Albrecht, fino alla sua morte nel 1762. Dopo la morte di Albrecht, lo studio venne diviso tra la nota impresa Probst e la società emergente di Tobias Conrad Lotter. Lotter era un maestro incisore e lavorò per conto della ditta Seutter. Lotter sarebbe successivamente divenuto uno dei più importanti cartografi del suo tempo.